# Руйно
Ру́йно (болг. Руйно) — село в Силістринській області Болгарії. Входить до складу общини Дулово.

## Населення
За даними перепису населення 2011 року у селі проживали 892 особи, з них 884 особи (99,8%) — турки.
Розподіл населення за віком у 2011 році:
Динаміка населення: